# Wapen van het Koninkrijk der Nederlanden
Het wapen van het Koninkrijk der Nederlanden is oorspronkelijk in 1815 ontworpen en in 1907 aangepast. Het geblokte schild met een leeuw, zwaard en pijlen is het heraldisch symbool van de koning en het land. Het wordt gebruikt voor het visueel weergeven van bijvoorbeeld eigendom van objecten (paspoort), heerschappij over gebieden (grenspaal/ambassade), identificatie van autoriteit (de regering) en blijk van erkenning voor ondernomen acties (Hofleverancierborden).
Het Wapen van het Koninkrijk der Nederlanden wordt in drie versies gebruikt:
1. Het koninklijk wapen, het volledige wapen wordt enkel gebruikt als symbool voor 'de Koning' zelf (nu is dat koning Willem-Alexander).
2. Het rijkswapen, een kleinere versie van het wapen, waarbij de wapenmantel en het baldakijn (wapentent) ontbreken. De regering, de rijksoverheid en daaraan verbonden instellingen gebruiken deze versie. Het rijkswapen staat bijvoorbeeld ook op het paspoort. (Zie onderaan deze pagina voor een grote afbeelding van het rijkswapen.)
3. Het kleine rijkswapen, bestaat alleen uit het schild met de koninklijke kroon. Deze versie wordt gebruikt als er bijvoorbeeld beperkte ruimte is op brieven of munten. Een (nog kleinere) versie, zonder de kroon, komt vrijwel niet officieel voor.

De beschrijving van huidige versie is vastgelegd door koningin Wilhelmina in een koninklijk besluit van 10 juli 1907 en is opnieuw vastgelegd door koningin Juliana op 23 april 1980. Op basis van deze beschrijving en de heraldische regels mag een tekenaar zelf bepalen in welke stijl en vorm een wapen gemaakt wordt. De koning gebruikt het wapen in de vorm zoals rechts zichtbaar is. Dit is ook de basis voor veel officieel gebruikte versies van het wapen in Nederland.
De heraldiek is ook een kunstvorm en dat betekent dat de tekenaar of ontwerper vrij is om, met inachtneming van de bepalingen van het Koninklijk Besluit, de heraldische regels en gebruiken, een eigen versie van het wapen te tekenen. Ten tijde van de regering van koningin Wilhelmina kwamen Nederlandse wapens in art-deco- of jugendstil-uitvoeringen voor. Deze zijn een artistieke uiting van de heraldiek als een levende kunst en kunnen niet als incorrect worden beschouwd.

## Omschrijving van het wapen
De officiële beschrijving van het wapen is (van 'Klein' naar 'Koninklijk'):

Schild: In azuur, bezaaid met blokjes van goud, een leeuw van goud, gekroond met een kroon van drie bladeren en twee parelpunten van hetzelfde, getongd en genageld van keel, in de rechtervoorklauw opgeheven houdende in schuinlinkse stand een zwaard van zilver met gevest van goud en in de linkervoorklauw een bundel van zeven pijlen van zilver met punten van goud, de pijlen tezamen gebonden met een lint mede van goud.
Aan het [...] omschreven wapen kunnen de navolgende uitwendige versierselen worden toegevoegd:
1. tot dekking van het schild de Koninklijke kroon gelijk aan die welke tot dusverre door de koningen der Nederlanden is gevoerd;
2. als schildhouders twee leeuwen van goud, getongd en genageld van keel;
3. het devies (wapenspreuk) 'Je Maintiendrai' in Latijnse letters van goud op een lint van azuur.

Het wapen, voorzien van zijn uitwendige versierselen, kan worden geplaatst op een mantel van purper, geboord van goud, gevoerd met hermelijn, opgebonden met koorden eindigende in kwasten, beide van goud, en gedekt door een baldakijn van purper, geboord van goud en dragende de Koninklijke kroon.
Het Koninklijk Besluit geeft verder nog de mogelijkheid dat (enkel) toekomstige Koningen de kroon op het schild kunnen vervangen door een helm met het helmteken van de familie Nassau waar zij van afstammen. (Zie hieronder bij Nassau voor een beschrijving.) Rond de voorbereidingen voor de troonsbestijging van koning Willem-Alexander, op 30 april 2013, werd eerst het voornemen bekendgemaakt in de officieel gebruikte versie de kroon daadwerkelijk te vervangen door deze helm op het Koninklijke Wapen.
Deze voorgenomen wijziging werd enkele weken later weer ingetrokken.

## Samenstelling koninklijk wapen sinds 1815
De eerste versie van het wapen is in per besluit van 24 augustus 1815 in gebruik genomen door de eerste koning, Willem I, nadat het 'Koninkrijk der Nederlanden' tijdens het Congres van Wenen was opgericht. In het nieuwe wapen voegde hij onderdelen van de wapens van zijn familie Van Oranje-Nassau en de voormalige Republiek der Vereenigde Nederlanden (1581-1795) samen:

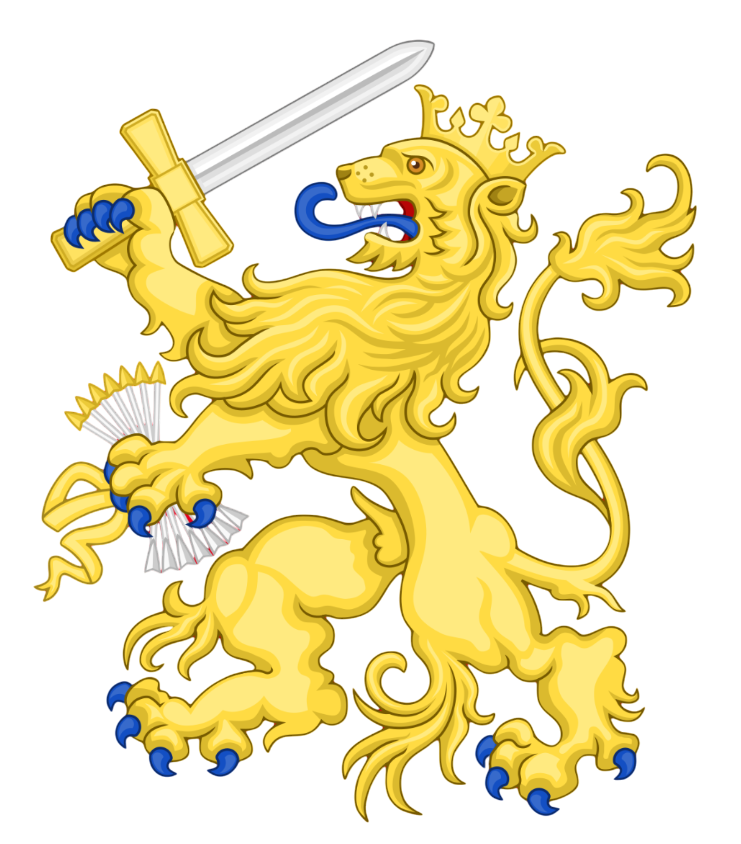
Leeuw die gebruikt wordt in het (huidige) officiële wapenschild van Nederland

1. Leeuw die gebruikt wordt in het (huidige) officiële wapenschild van NederlandVan zijn familiewapen 'Van Nassau' nam hij het ''In azuur, bezaaid met blokjes van goud, een leeuw van goud' over. (Zie 3.1.)
2. De wapenspreuk staat voor de familie en het prinsdom 'Van Oranje'. (Deze twee onderdelen zijn ook opgenomen in het Britse wapen van koning-stadhouder Willem III, 1689-1702. Zie 3.2.)
3. Van het wapen van de Republiek gebruikte hij de kroon op de leeuw, het zwaard en de bundel met zeven pijlen die voor de zeven provinciën stonden. (Zie 3.3.)

In het besluit worden de kroon op het schild, het helmteken, de schildhouders en de wapenspreuk niet genoemd als onderdeel van het rijkswapen. Zij mogen wel toegevoegd worden aan de wapens van de leden van de koninklijke familie.
Voor het gebruik in de praktijk richtte men zich de gehele 19e eeuw naar de eerste gepubliceerde tekeningen die twee aanziende, met grote beugelkronen gekroonde leeuwen in hun natuurlijke kleuren lieten zien. Over het gebruik van een wapenmantel en dergelijke werd geheel niets opgenomen. Mede hierdoor waren er veel verschillende gebruikswijzen van het wapen.

Het gecorrigeerde wapen in 1816 volgens het besluit
Het wapenschild van Koning Willem II met een wapenmantel
Het Rijkswapen van 1815-1907

Het nieuwe besluit van Wilhelmina in 1907 maakte een eind aan deze onduidelijkheid en bood de gelegenheid om enkele punten te vereenvoudigen en te verbeteren:
- Voor de wijzigingen in 1907 droegen de leeuw in het schild en de schildhouders ook de koninklijke kroon met vijf beugels. Nu draagt enkel de leeuw in het wapen een open kroon met drie bladeren
- Eerst waren de schildhouders 'aanziend' (zij keken dus naar de kijker). Nu kijken zij elkaar aan in een heraldische standaardhouding
- Als derde verandering is het te gebruiken helmteken aangepast. (Zie ook hiervoor het onderdeel Nassau hieronder.)

Alleen de Nederlandse Koning(in) kan door een KB het wapen officieel aanpassen.

## Oorsprong van de onderdelen
In de volgende onderdelen van deze tekst wordt de geschiedenis van de hierboven genoemde onderdelen behandeld.
- 3.1 Oorsprong van de onderdelen - familie Nassau
- 3.2 Oorsprong van de onderdelen - Prinsdom Oranje
- 3.3 Oorsprong van de onderdelen - Republiek der Vereenigde Nederlanden
  - 3.3.1 Invloed en reactie op Franse Revolutie 1795–1810
  - 3.3.2 Soeverein vorst Willem IV 1813-1815
- 3.4 Koningen der Nederlanden 1815–heden

### Oorsprong van de onderdelen – familie Nassau
De oorsprong van het Koninklijk Huis van Nederland ligt in het Duitse plaatsje / gebied Nassau. De Graven van Nassau gebruikten een eigen wapen met in een blauw veld rechthoekige gouden blokjes en daarop een klimmende gouden leeuw. (zie rechts)
Het eerste bekende Wapen van Nassau is uit ongeveer 1250. Van dit wapen zijn twee versies ontstaan die elk voor een belangrijke tak van de familie staan. In 1255 verdeelden twee broers, Walram II en Otto I, de erfenis van hun vader, Hendrik II. De familietak die afstamt van Walram gebruikte een kroon op het hoofd van de leeuw om zo een ander wapen te hebben dan de afstammelingen van Otto. Het Nederlandse koningshuis stamt af van Otto. De groothertog van Luxemburg is een afstammeling van Walram. Ook hij gebruikt 'Nassau' (Nassau-Weilburg) in zijn wapens. Beide takken van Nassau zijn wel ondertussen in mannelijke lijn uitgestorven.
De beide lijnen van de familie Nassau gebruikte ook verschillende helmtekens waardoor de wapens nog duidelijker van elkaar te onderscheiden zijn. Het helmteken van de Ottoonse lijn is als volgt te beschrijven: een helmkroon met daaruit komend een 'Vlucht' van sabel elk met een gebogen schuinbalk van zilver met drie lindebladeren met de steel omhoog van sinopel. De bijbehorende dekkleden zijn van azuur en goud. Zoals hierboven is aangeven kunnen koningen een helm met dit helmteken gebruiken op het koninklijke wapen. Daarnaast is het helmteken sinds 1907 ook al gebruikt op alle de wapens die zijn vastgesteld voor de echtgenoten van de drie koninginnen en voor prins Willem-Alexander en zijn broers.

Wapenschild van Nassau
Wapen met het Helmteken van de Ottoonse lijn van Nassau
Wapen met het Helmteken van de Walraamse lijn van Nassau

Om onduidelijke redenen werd bij het ontstaan van het koninklijke wapen in 1815 (zie onder) niet het Ottoonse helmteken aangenomen door de koning. In de officiële beschrijving werd namelijk het helmteken opgenomen zoals dat gebruikt is door de Nassaus die afstammen van Walram. De beschrijving van het 'Walram-helmteken' is: een helmkroon met daaruit komend twee 'Olifantstrompen' van azuur met rechtopstaande gouden blokjes, met daartussen een zittende leeuw van goud. Ook bij dit helmteken zijn de dekkleden van azuur en goud. Deze versie van het koninklijke helmteken is in de 19e eeuw echter weinig gebruikt. (Rechts: een voorbeeld van het 'Walram-helmteken' op het Nederlandse koninklijke wapen.) De 'fout' is bij de herziening in 1907 aangepast. Het Walram-helmteken, nu met een gekroonde leeuw, is nu (of was tot 2002) nog wel in gebruik bij het grote (familie-) wapen van de groothertog van Luxemburg.
In de loop der jaren kregen de Ottoonse takken van de Nassaus er steeds meer gebieden en titels in Duitsland en Nederland bij. Drie daarvan beeldden ze vanaf de 15e eeuw ook uit op hun wapen, waarbij ze het stamgebied (Nassau) op de eerste plek zetten. De drie gebieden waren:
- Katzenelnbogen (goud, een aankijkende leeuw rood met een gravenkroon azuur),
- Vianden (keel, een balk zilver),
- Dietz (keel, twee aankijkende lopende leeuwen goud).

Tot 1814 (zie onder) zouden deze velden onderdeel blijven van de wapens van de familieleden, waaronder alle Stadhouders in Nederland. (Zie de afbeelding van het Wapen van Willem van Oranje-Nassau hieronder voor een weergave van deze onderdelen).
Het, ook voor het Nederlandse wapen, belangrijkste gebied dat aan het bezit van Nassau werd gevoegd is het prinsdom Oranje.

### Oorsprong van de onderdelen – prinsdom Oranje
De wapenspreuk 'Je Maintiendrai' (Frans voor 'Ik zal handhaven'.) werd door alle regerende leden van het Huis Nassau gedragen die na 1530 ook Prins van Oranje waren. De herkomst van de spreuk hangt samen met de erfenis van het soevereine (onafhankelijke) prinsdom Orange.
Graaf Hendrik III van Nassau-Breda was getrouwd met Claudia van Chalon-Arlay dochter uit een geslacht dat sinds 1393 ook prinsen van Oranje waren. Haar broer, Philibert van Chalon, Prince d'Orange, stierf in 1530 zonder (wettige) mannelijke nakomelingen. Hierdoor werd de zoon van Hendrik en Claudia, René van Nassau-Breda, zijn erfgenaam. Als voorwaarde voor het aannemen van de erfenis had Philibert bepaald dat René voortaan de naam en het uitgebreide wapen van zijn familie zou gebruiken. Wij kennen hem dan ook als René van Chalon.
Toen René daarna in 1544 zelf stierf had hij ook geen nakomelingen. Als erfgenaam wees hij een neef aan vaderszijde aan, Willem van Nassau-Dillenburg. Wij kennen hem dan ook als Willem van Oranje, de eerste prins die zich 'Van Oranje-Nassau' mocht noemen. Dat hij nu de nieuwe Prins van Oranje was en de bezittingen van de Chalon’s had geërfd was ook te zien aan zijn wapen. Op een hartschild in het midden van het, gecombineerde, Nassau-wapen zette hij het belangrijkste deel van het wapen van René. Verder voegde hij nog twee 'gekochte' gebieden Veere (Borssele) en Buren toe aan het geheel.
Het wapen bestaat daardoor uit:
- Hoofdschild: De reeds bekende onderdelen van 'Nassau-Dillenburg' met in I. Nassau, II. Katzenelnbogen, III. Vianden, IV. Dietz)
- Hartschild: De wapens van 'Chalon-Orange' (I. & III. Chalon-Arlay (Keel een schuinbalk goud), II. & IV. prinsdom Orange (goud, een hoorn Azuur met draagband keel) Daaroverheen weer een hartschild met het wapen van het graafschap Genevois (Genève) (geschaakt van goud en azuur van drie rijen van drie vakken)
- De gekochte gebieden. Bovenaan Borssele (Sabel, een balk zilver) en onderaan Buren) (keel, een balk, beurtelingsgekanteeld zilver).

Bij zijn opvolgers werden de gebieden Borssele en Buren weer weggelaten.
In de overgenomen wapenspreuk van de Chalons, 'Je Maintiendrai Chalon', paste Willem van Oranje de familienaam aan: 'Je Maintiendrai Nassau'. Later liet hij (of zijn opvolgers) de naam Nassau weg. In deze vorm wordt de wapenspreuk dus nog steeds gebruikt.

Wapen van René van Chalon met een hartschild van Nassau-Vianden op het wapen van Chalon-Orange
Wapen van Willem van Oranje-Nassau

Hoewel in 1702 het vorstendom door de Franse koning werd ingenomen is titel Prins van Orange/Oranje nooit opgegeven. Daardoor bleef het wapen van de familie Van Oranje-Nassau ongewijzigd totdat Willem VI (de latere Willem I) in 1813 'soeverein vorst' van Nederland werd. (Zie hieronder.) Het wapen van het prinsdom wordt nu niet meer gebruikt in het wapen van Nederland, maar sinds 1907 wel in veel persoonlijke wapens en onderscheidingsvlaggen van de leden van het Koninklijk Huis. In deze wapens en vlaggen staat de hoorn van Orange dan voor de titel 'Prins(ses) van Oranje-Nassau'. Een veel gebruikt voorbeeld hiervan is de 'Koninklijke standaard', de vlag die op de paleizen en auto’s van de Koning gebruikt wordt en veel meer gebruikt wordt dan het wapen.

### Oorsprong van de onderdelen – Republiek der Vereenigde Nederlanden
Het zwaard, de bundel met pijlen en de kroon op de leeuw in het huidige wapen zijn overgenomen van de Generaliteitsleeuw uit het wapen van de Republiek der Zeven Verenigde Nederlanden ('De Zeven Provinciën') die bestond van 1581 tot 1795. Deze staat heeft deze elementen op haar beurt overgenomen van de eerdere Habsburgse heersers.
Veel provinciën in de Nederlanden waren in het begin van de 16e eeuw in handen van één vorst, Filips, bijgenaamd de Schone, van Habsburg, koning van Spanje (1478-1506). Dit waren de landen die hij geërfd had van zijn moeder Maria van Bourgondië. Op zijn grafmonument in de Kathedraal van Granada staat een nieuw helmteken met een, uitkomende, gekroonde leeuw als symbool voor de personele unie van 'Bourgondische Nederlanden/Habsburgse Nederlanden'. Waarschijnlijk is de leeuw gekozen omdat vrijwel alle wapens van deze Nederlandse en Belgische landen een leeuw bevatten. Zijn zoon keizer Karel V gebruikte ook dit helmteken maar voegde daar een zwaard aan toe.
In de regeerperiode van Karel V kwam ook het symbool van de pijlbundel in gebruik. Als symbool voor de Zeventien Provinciën in de Lage Landen die onder zijn heerschappij vielen, werd de bundel met 17 pijlen op munten, penningen, monumenten en dergelijke gebruikt. In 1578, vlak voor de scheiding van de Nederlanden tijdens de Tachtigjarige Oorlog, lieten de Staten-Generaal een nieuw zegel maken. Op dit zegel staan de drie symbolen gecombineerd tot een: gekroonde leeuw die een zwaard en een bundel van 17 pijlen, met de punten naar beneden, vasthoudt; de 'Generaliteitsleeuw'. Hoewel enkel de zeven noordelijke Nederlanden los van de Habsburgers bleven is dit zegel tot het einde van de Republiek in 1795 in gebruik gebleven.

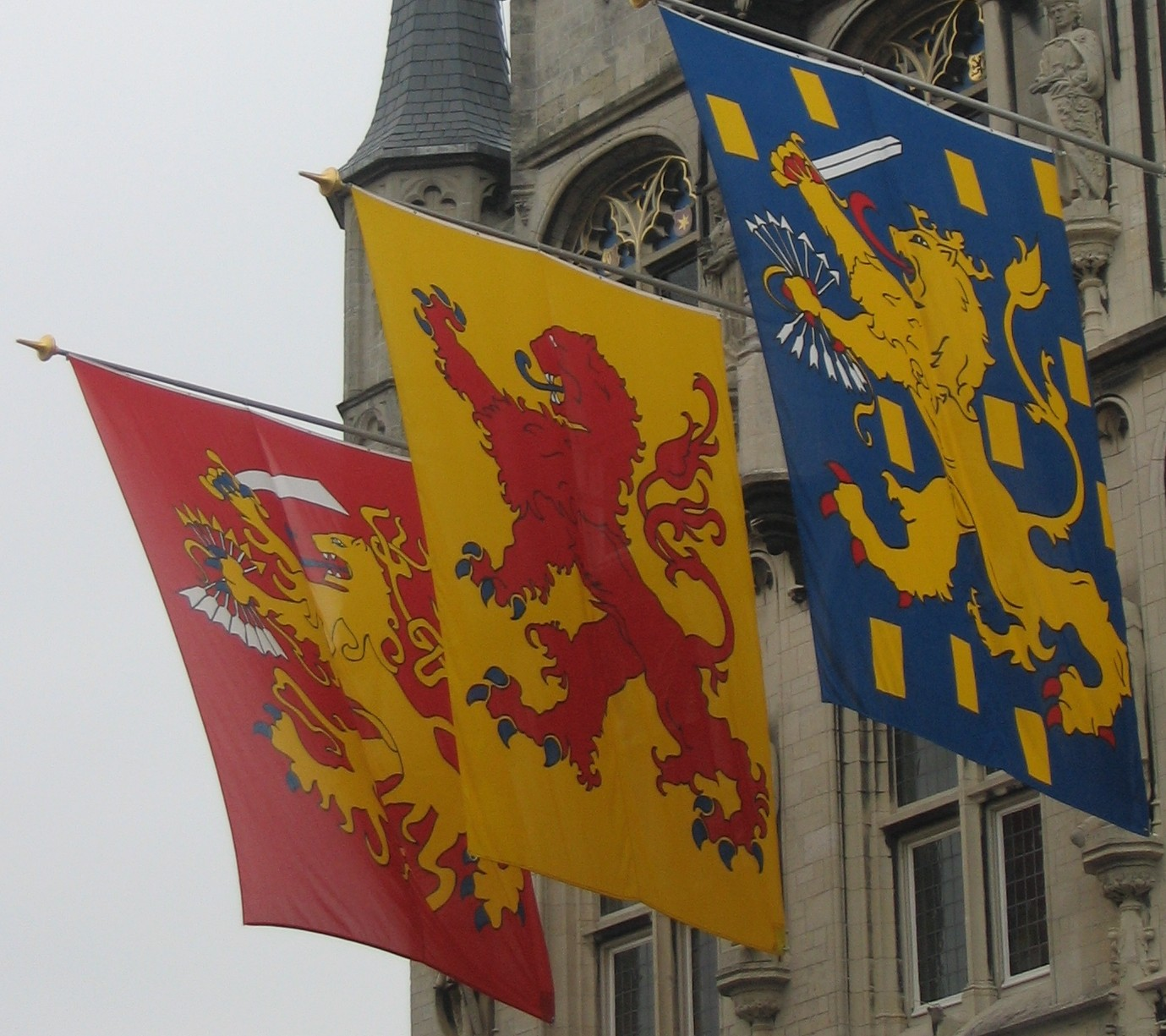
De heraldische vlaggen van (v.l.n.r.) de Republiek der Vereenigde Nederlanden, het Graafschap (de provincie) (Zuid-) Holland en het Koninkrijk der Nederlanden, zoals die op feestdagen aan het stadhuis van Gouda hangen

De (Staten-Generaal van de) in 1579 opgerichte de Republiek der Zeven Verenigde Nederlanden gebruikte vanaf 1584 een eigen wapen om zo de (gewenste) onafhankelijkheid en eensgezindheid aan te geven. Als wapenfiguur werd de Generaliteitsleeuw uit het zegel gebruikt. Wel werd voor het wapen het aantal pijlen terug gebracht naar de werkelijke zeven en werden de punten naar boven geplaatst.Omdat een wapen zonder kleuren niet kan bestaan werden de kleuren gebruikt van het wapen van het graafschap Holland, toen de belangrijkste provincie binnen de Republiek.
Het Hollandse wapen (Goud, een leeuw keel, getongd en genageld azuur) is sinds ca. 1198 tot heden in gebruik. Het nieuwe wapen werd daarmee: Goud, met een leeuw van Keel, getongd genageld en gekroond van Azuur met in de rechtervoorklauw opgeheven houdende een zwaard en in de linkervoorklauw een bundel van zeven pijlen met de punten omhoog, samengebonden met een lint ook alle van Azuur.
Rond het jaar 1668 werden de kleuren gewisseld en werd het wapen gewijzigd in: Keel, met een leeuw van goud, getongd en genageld van azuur en gekroond van goud met in de rechtervoorklauw opgeheven houdende een zwaard van zilver met een gevest van goud en in de linkervoorklauw een bundel van zeven pijlen van zilver gepunt en samengebonden met een lint van goud.
Buiten het wapen werd de leeuw ook los gebruikt als 'Nederlandse leeuw' op bijvoorbeeld tekeningen, schilderijen, vlaggen en gebouwen.

Wapen met de Generaliteitsleeuw na 1665
Later ontwerp van het voorgaande wapen
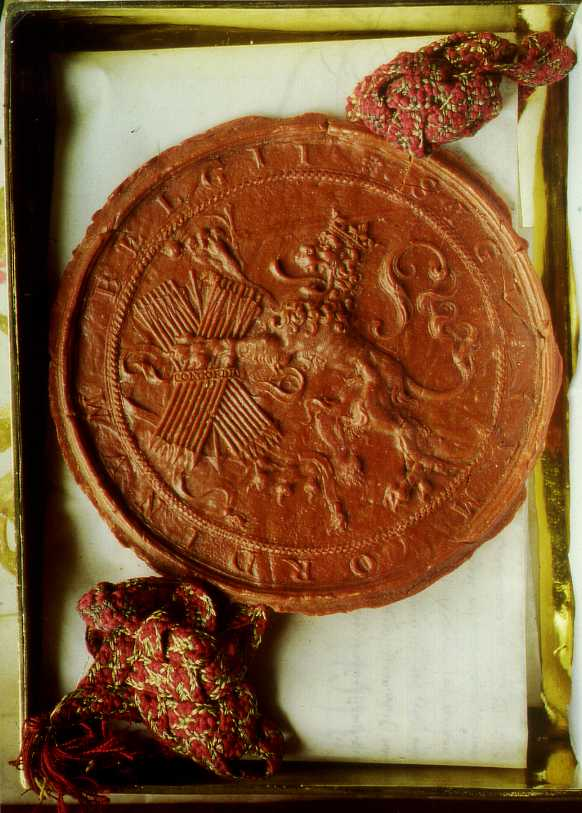
Het grootzegel van de Staten-Generaal, is gebruikt van 1579 tot 1795

### Invloed en reactie op Franse Revolutie 1795–1810
Onder invloed van de gevolgen van de Franse Revolutie moest in 1795 prins Willem V van Oranje-Nassau, stadhouder van de verenigde provinciën, vluchten naar Engeland. De Patriotten riepen hierop de 'Bataafse Republiek' uit. Dit had eerst geen gevolg voor het gebruik van de Generaliteitsleeuw van de oude republiek. Pas een jaar later werd het formeel door een zinnebeeld van de Nederlandse Maagd vervangen. Hierdoor verviel het gebruik van de Generaliteitsleeuw na ca. 280 jaar. Wel mocht de oude leeuw daarna twee maal een hergebruik meemaken.
De eerste maal in 1802 toen de Maagd toch weer werd vervangen door de leeuw. Bij de stichting in 1806 van het koninkrijk Holland, onder Lodewijk Napoleon (broer van keizer Napoleon) bleef de leeuw behouden. Het werd daar als belangrijkste onderdeel opgenomen in een nieuw wapen, samen met de Franse keizerlijke adelaar. Het wapen bestaat daarmee uit:
- I en IV: Het vroegere wapen van de Republiek met de Generaliteitsleeuw
- II en III Azuur met een gouden (natuurlijk) adelaar van het Franse keizerrijk (Bonaparte)
- Op het schild werd een helm, gekroond met een koninklijke kroon, geplaatst waar als een dekkleed een koningsmantel vanaf valt. Om het schild hangen twee onderscheidingen en erachter staat twee scepters, eindigend in een kroon en een platte hand.

Nederland werd in 1810 officieel een deel van het keizerrijk van Napoleon en een eigen wapen werd niet meer gebruikt.

Wapen van 1796: De Bataafse Maagd met Bataafse Leeuw en Vrijheidshoed
Wapen van 1802: De leeuw keert terug in het wapen, met zwaard en pijlen, echter geen zeven stuks
Koninklijk wapen van Lodewijk Napoleon in 1806
Koninklijk wapen van Lodewijk Napoleon van 1808 tot 1810

### Soeverein vorst Willem Frederik 1813–1815

Wapen van Willem als soeverein vorst van de Nederlanden

De tweede korte herintroductie beleefde de Generaliteitsleeuw bij de terugkomst van Willem Frederik, zoon van de laatste stadhouder. Deze werd eind 1813 aangesteld als souvereine vorst der Verenigde Nederlanden. Om deze nieuwe situatie ook in zijn wapen tot uitdrukking te laten komen liet hij het oude familiewapen (zie boven) van Oranje-Nassau achterwege en koos een nieuw ontwerp.
In dit nieuwe wapen uit 1814 combineerde hij de leeuw van de republiek met de belangrijkste onderdelen van zijn familiewapen. Het wapen bestaat daarmee uit:
- I en IV: Het vroegere wapen van de Republiek
- II en III: Het voormalige hartschild van de familie met het wapen van Chalon-Oranje-Genève.
- Als hartschild daaroverheen het stamwapen van de Nassaus (Otto).

Kort daarop in 1815 raakte de Generaliteitsleeuw definitief in onbruik, en werden zijn attributen toegevoegd aan de leeuw van Nassau.

### Koningen der Nederlanden 1815–heden
Met de stichting van het Verenigd Koninkrijk der Nederlanden in 1815 vond hij, inmiddels koning Willem I geworden, dat opnieuw een geheel nieuw wapen nodig was als vervanging van de tot dan toe gebruikte lands- en dynastiewapens.
Het invoeren van een nieuw wapen voor het nieuwe koninkrijk en Koninklijke familie was ook nodig. Het oude wapen van de Staten-Generaal van de Noordelijke Nederlanden had ook slecht gepast bij de grote nieuwe staat. Ten eerste bevatte deze nu ook de Zuidelijke Nederlanden en het voormalige prinsbisdom Luik. Daarnaast lag de soevereiniteit nu niet meer bij de vertegenwoordigers van de provinciën in de Staten-Generaal maar bij de monarch.
Een wapen dat werd overwogen bestond uit een samenvoeging van de Brabantse- en de Generaliteitsleeuw. Omdat men het over de te gebruiken kleuren niet eens kon worden werd voor een radicaal nieuw wapen gekozen. Het geslachtswapen van Nassau, vermeerderd met een kroon, het zwaard en de pijlenbundel, werd het rijkswapen. De leeuw van Nassau werd hiermee tevens de nieuwe Nederlandse Leeuw.
Door de invoering van dit nieuwe wapen is het gebruik van het wapen van de republiek gestopt en worden ook de elementen voor Katzenelnbogen, Vianden, Dietz, Chalon, en Genève, uit het oude familiewapen, niet meer gebruikt door de Koninklijke familie. De titels voor al deze gebieden maken nog wel deel uit van het enz., enz., enz. bij de titels van de koning.
Op 5 juni 1816 droeg de koning enkele correcties op via Koninklijke Disposities, die via een circulaire van de Hoge Raad van Adel naar alle staatsinstellingen werd verzonden. Aandachtspunten waren de blokken; die zichtbaar langer moesten zijn dan dat ze breed zijn, hier en daar afgesneden van het veld moeten zijn. Het aantal was irrelevant, mits de blokjes onregelmatig verdeeld zijn. Het geslachtsdeel van de leeuwen moest duidelijker zichtbaar zijn. Dezelfde (schildragende) leeuw in een natuurlijke kleur afgebeeld moest worden.

## Huidige versies en varianten

Versie gebruikt door de Nederlandse overheid.
Gestileerde versie als rijkslogo gebruikt door alle onderdelen van de rijksoverheid.

Versie gebruikt door de Staten-Generaal.
Versie gebruikt door de Eerste Kamer
Versie gebruikt door de Tweede Kamer.